# 카파밀야 채널
카파밀야 채널(타갈로그어: Kapamilya Channel)는 ABS-CBN이 소유한 필리핀의 케이블 텔레비전 채널이다.